# Wartenberg (Oberbayern)

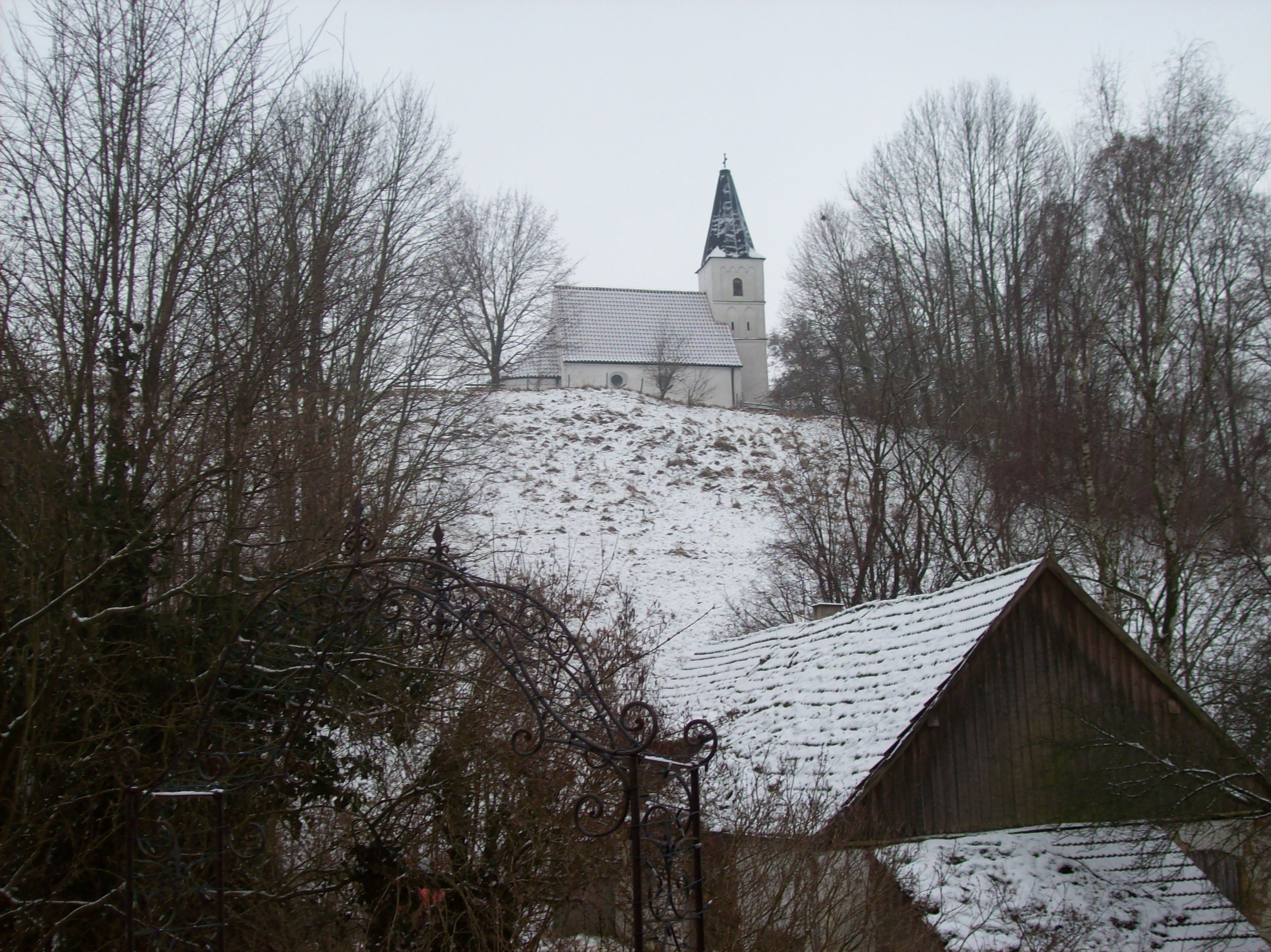
Wartenberg: Burgkapelle auf dem Nikolaiberg

Wartenberg ist ein Markt im oberbayerischen Landkreis Erding und ein Mitglied der gleichnamigen Verwaltungsgemeinschaft. Wartenberg liegt zwischen Erding (13 km) und Moosburg (8 km) am Ostrand der Münchener Schotterebene.

## Geographie

### Lage
Der Markt Wartenberg liegt direkt am Übergang vom Erdinger Moos im Westen zum hügeligen, waldreichen Holzland im Osten. Nach Landshut sind es 22 km, nach Moosburg an der Isar 10 km, zum Flughafen München 20 km, in die Kreisstadt Erding 15 km, nach Dorfen 25 km und in die Landeshauptstadt München rund 52 km. Durch das Gemeindegebiet fließt der Mittlere-Isar-Kanal.

### Gemeindegliederung
Es gibt fünf Gemeindeteile (in Klammern ist der Siedlungstyp angegeben):
- Auerbach (Kirchdorf)
- Manhartsdorf (Dorf)
- Pesenlern (Kirchdorf)
- Thenn (Dorf)
- Wartenberg (Hauptort)

Es gibt die Gemarkungen Auerbach und Wartenberg.

## Geschichte

### Mittelalter
Um 1105 gelangten die Wittelsbacher Pfalzgrafen in Besitz verschiedener Güter und Ländereien an Strogn und Sempt und errichteten an der Stelle einer wohl schon im 10. oder 11. Jahrhundert bestehenden Befestigungsanlage um 1116/17 eine Burg am „monte Wartenberc“. Dadurch wurde Wartenberg ein bedeutender Zentralort für die Wittelsbacher Besitzungen im Erdinger Raum. Zeitweise benannten sich die Wittelsbacher auch nach ihrem Wartenberger Sitz.
Der zu Beginn des 13. Jahrhunderts noch als „Dorf“ bezeichnete Ort erhielt vermutlich bereits 1290, sicher jedoch mit der belegten Bestätigung 1329 das Marktrecht. Im 14. Jahrhundert verlor die Burg Wartenberg zunehmend ihre militärische Notwendigkeit und wurde um 1370 abgetragen; heute kann man auf dem Nikolaiberg die mittelalterliche St. Nikolaus-Kapelle besuchen. Wegen der waldreichen, schönen Gegend kamen die Wittelsbacher nach wie vor gerne nach Wartenberg und errichteten unweit der ehemaligen Burganlage ein Jagdhaus (urkundlich erwähnt 1409) am Nikolaiberg. Es steht als ältestes profanes Gebäude noch an der ursprünglichen Stelle und wurde bis heute verschiedentlich genutzt (Firmensitz, Schulhaus, Künstlerhaus).

### Ab 16. Jahrhundert
Ferdinand von Bayern, der nachgeborene Sohn des Herzogs Albrecht V. heiratete am 26. Dezember 1588, gegen den Widerstand seiner Familie, in morganatischer Ehe Maria von Pettenbeck, die 15-jährige Tochter des Haager Landrichters Georg von Pettenbeck. Wegen des niedrigen Adelsstands seiner Frau, der von den Hausgesetzen nicht als ebenbürtig anerkannt wurde, entsagte Ferdinand für sich und seine Nachkommen auf die bayerische Thronfolge, erhielt jedoch Schloss und Gut Wartenberg, jährliche Apanagezahlungen, zwei Rittergüter, sowie die vertragliche Zubilligung der Sukzession in Bayern bei einem eventuellen Aussterben der Nachkommen seines älteren Bruders Wilhelm V. Dieser schenkte dem Paar bei der Hochzeit zusätzlich die Grafschaft Haag, wo die Braut herstammte. 1602 erhob er die Kinder zu Gräfinnen und Grafen von Wartenberg. Jene Seitenlinie der Wittelsbacher, auch die sogenannte „Ferdinandinische Linie“ genannt, erlosch 1736 im Mannesstamm, sonst hätte sie 1777, beim Aussterben der bayerischen Wittelsbacher – neben den pfälzischen Familienzweigen Sulzbach bzw. Zweibrücken, wovon alle heutigen Wittelsbacher abstammen – einen Rechtsanspruch auf die Nachfolge gehabt.

### Neuzeit
Im Zuge der Gebietsreform in Bayern wurde am 1. Januar 1972
die Gemeinde Auerbach eingegliedert.

### Einwohnerstatistik
Gemäß Bayerischem Landesamt für Statistik  haben sich die Einwohnerzahlen jeweils zum 31. Dezember eines Jahres wie folgt entwickelt:
| Jahr | Einwohner |
| ---- | --------- |
| 1960 | 2093      |
| 1970 | 2469      |
| 1980 | 2853      |
| 1990 | 3450      |
| 1995 | 4142      |
| 2000 | 4356      |
| 2005 | 4612      |

| Jahr | Einwohner |
| ---- | --------- |
| 2006 | 4646      |
| 2007 | 4646      |
| 2008 | 4706      |
| 2009 | 4743      |
| 2010 | 4783      |
| 2011 | 4865      |
| 2012 | 4868      |

| Jahr | Einwohner |
| ---- | --------- |
| 2013 | 4917      |
| 2014 | 5009      |
| 2015 | 5085      |
| 2016 | 5286      |
| 2017 | 5396      |
| 2018 | 5461      |
| 2019 | 5577      |
| 2024 | 6021      |

- Seit 1972, dem Jahr der Gemeindereform, hat sich die Einwohnerzahl bis 2015 um 2501 Personen erhöht. Das entspricht einem Wachstum von 96,79 Prozent.
- Zwischen 1988 und 2018 wuchs der Markt von 3214 auf 5461 um 2247 Einwohner bzw. um 69,9 %.

### Konfessionsstatistik
Von den 6021 Einwohnern waren 43,5 % (2620) römisch-katholisch, 8,1 % (487) evangelisch und 48,4 % gehörten einer anderen oder keiner Glaubensgemeinschaft an.

## Politik

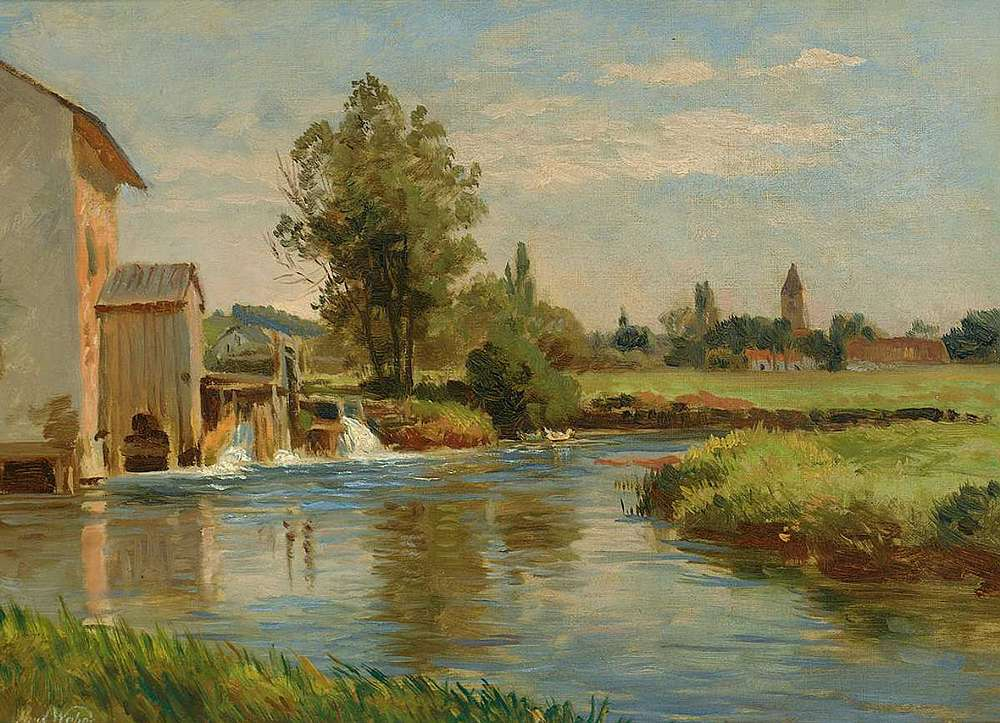
Paul Weber (1823–1916): Mühle bei Wartenberg, Privatbesitz

### Marktgemeinderat
Dem Marktgemeinderat gehören 20 hierfür gewählte Bürger an (2014: 16 Sitze). Seit der Kommunalwahl vom 15. März 2020 setzt er sich wie folgt zusammen (mit Vergleich zur Wahl 2014):
| Partei/Liste | CSU | Grüne | SPD | FDP | FWG | Neue Mitte | Gesamt |
| Sitze 2020   | 9   | 3     | 2   | 1   | 3   | 2          | 20     |
| Sitze 2014   | 5   | –     | 3   | 1   | 4   | 3          | 16     |

### Verwaltungsgemeinschaft
Der Verwaltungsgemeinschaft Wartenberg gehören dieser Markt und die Gemeinden Berglern und Langenpreising an.

### Wappen und Flagge
|  | Blasonierung: „In Rot ein geflügelter goldener Drache mit silberner Pfeilzunge und Stachelschwanz.“ |
|  | |

Außerdem führt die Gemeinde eine Flagge mit den Farben Rot-Gelb (früher Grün-Rot).

## ÖPNV
Wartenberg wird durch die MVV-Regionalbuslinie 501 mit Moosburg (Zuganschluss nach Landshut, Freising und München) und Erding (S-Bahn-Anschluss nach München) verbunden. Zusätzlich verkehrt die Linie 502 auf anderem Weg nach Erding. Abends und am Wochenende kommt stattdessen die Ruftaxi-Linie 5010 zum Einsatz (ohne Verbindung nach Moosburg).
Entlang des Mittlere-Isar-Kanals verlief bis 1967 die zu dessen Bau errichtete Bahnstrecke Altenerding–Pfrombach.

## Sehenswertes

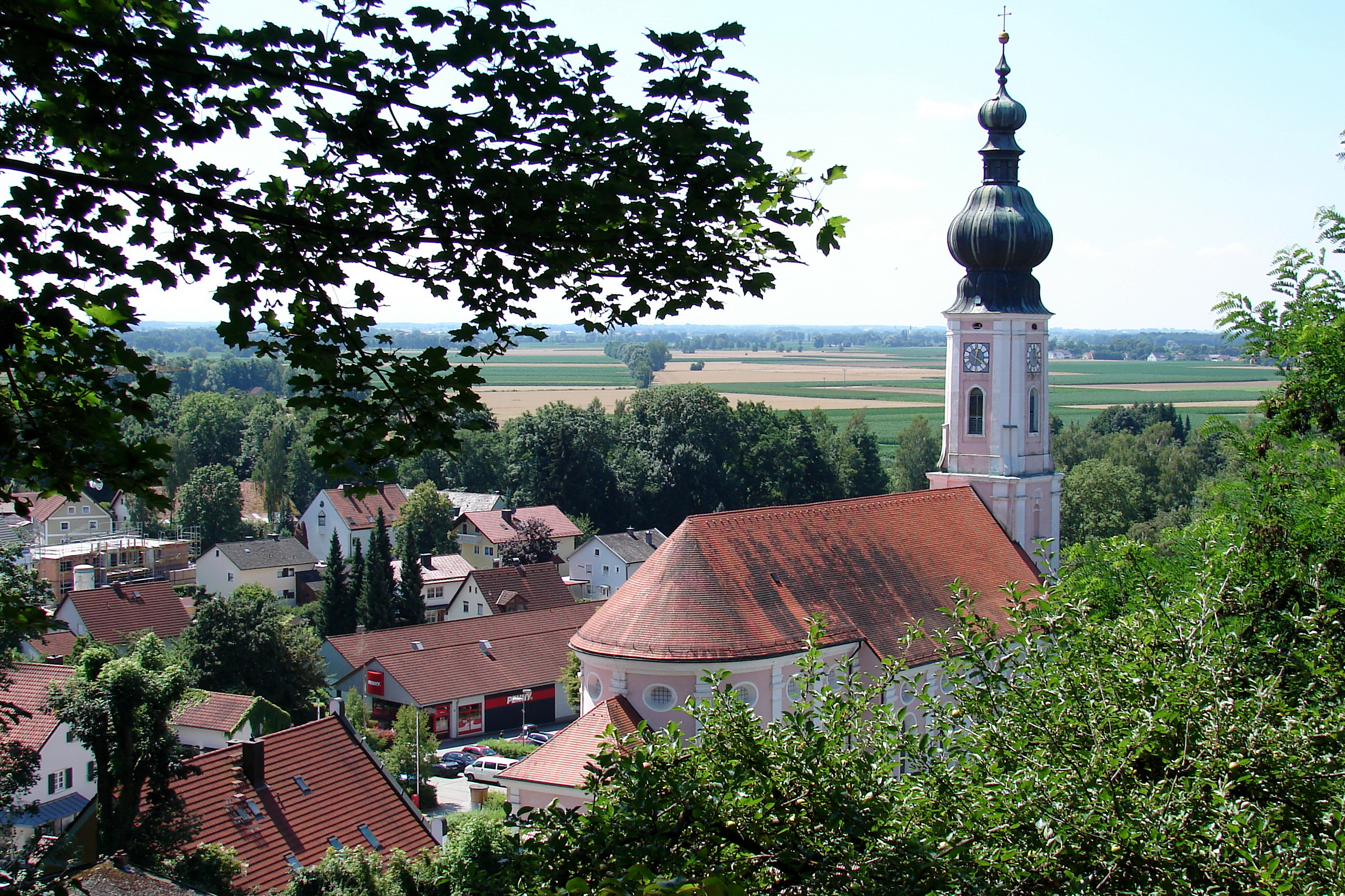
Blick auf Wartenberg mit Pfarrkirche Mariä Geburt

- Die Pfarrkirche Mariä Geburt wurde 1719–23 von Anton Kogler erbaut, der Turm wurde 1763 von Johann Baptist Lethner aufgestockt.
- Auf dem Nikolaiberg steht die ehemalige spätromanische Burgkapelle (herrliche Aussicht)
- Das ehemalige Wittelsbacher Jagdhaus
- Der Marktplatz mit Mariensäule
- die Friedhofskapelle aus dem 15. Jahrhundert wurde im 17. Jahrhundert innen umgebaut.
- Die Filialkirche St. Ulrich in Pesenlern ist kleiner romanischer Bau vom Ende des 12. Jahrhunderts.

Gedenksäule auf dem Burggelände, Inschriften
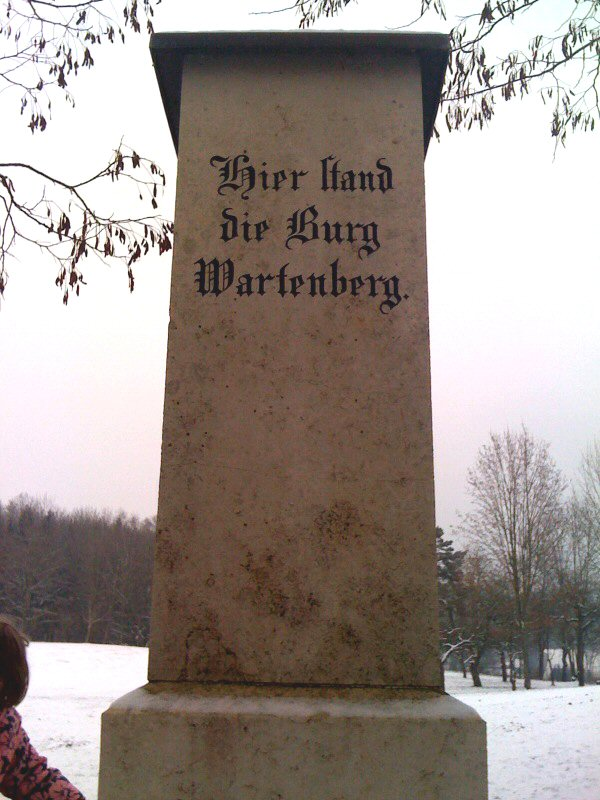
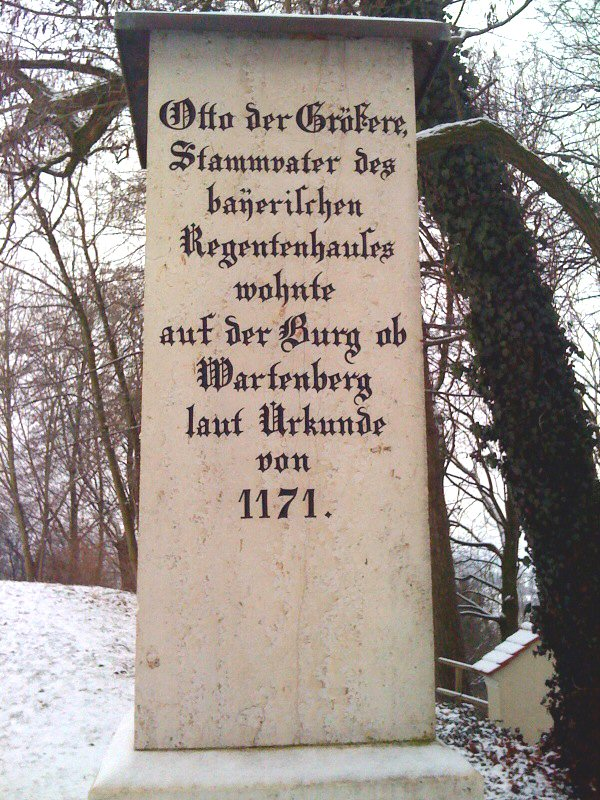
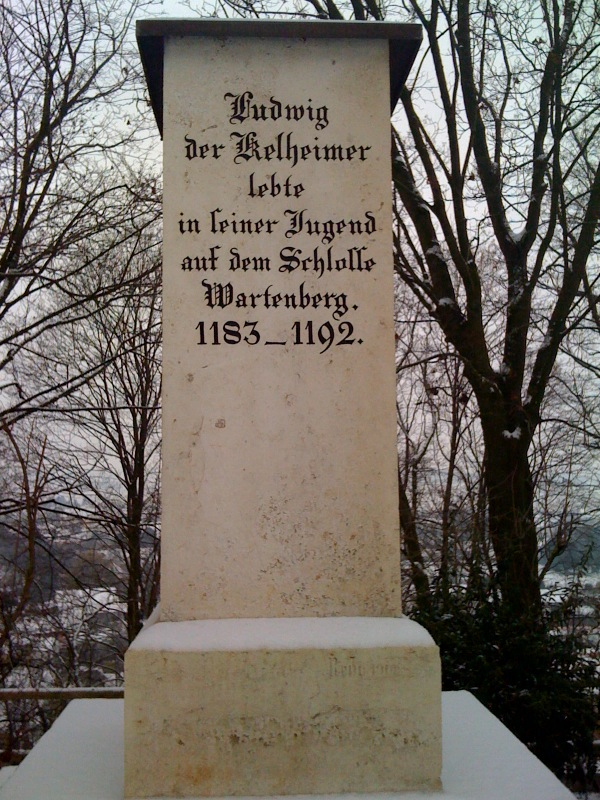
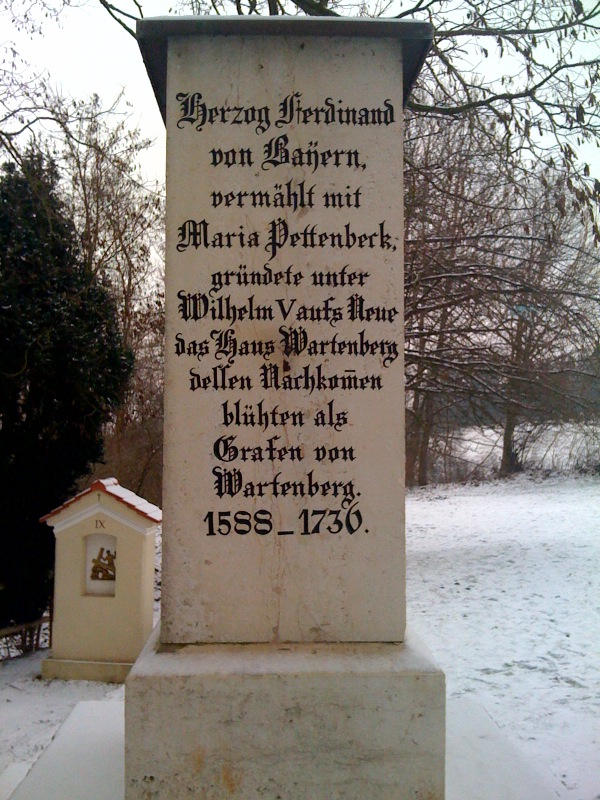

## Klinik
Bedeutung über Wartenberg hinaus hat die Klinik Wartenberg, eine internistische Fachklinik für Akutmedizin und Rehabilitation mit 200 Betten. Sie hat die Rechtsform einer Stiftung. Die aus dem Sanatorium Wartenberg von Hans Selmair hervorgegangene Klinik beschäftigt mehr als 300 Mitarbeiter.

## Söhne und Töchter der Gemeinde
- Martin von Deutinger (1789–1854), katholischer Geistlicher und bayerischer Geschichtsforscher
- Hermann Groeber (1865–1935), Maler
- Tonio Selwart (1896–2002), Schauspieler
- Matthias Stuhlberger (1919–1995), Politiker (CSU)
- Norbert Kellnberger (1928–1986), Politiker (CSU)
- Hans Selmair (1936–2022), Gastroenterologe und Leiter der Klinik Wartenberg
- Georg Brenninger (1946–2021), Theologe, Kirchenhistoriker und Autor
- Hans Zehetmaier (* 1954), Wirtschaftsinformatiker und Unternehmensgründer
- Konrad Mittermeier (* 1961), Boxer und Boxtrainer
- Monika Gruber (* 1971), Kabarettistin und Schauspielerin